# Christina Ørntoft
Christina Øyangen Ørntoft (født 1985) er en dansk tidligere fodboldspiller, der i sin aktive karriere spillede i Skovlunde, Brøndby og LdB Malmö FC samt på det danske landshold.

## Aktiv karriere
Hun indledte sin fodboldkarriere som senior i Skovlunde IF, hvor hun spillede over 100 førsteholdskampe. I januar 2008 skiftede hun til Brøndby IF og spillede sin første kamp for klubben 30. marts hjemme mod Vejle i 3F ligaen. Allerede samme sommer skiftede hun til LdB Malmö FC. I 2012 vendte hun tilbage til Brøndby IF. Hendes position på banen var primært i midtforsvaret.
I 2005 blev hun udtaget til landsholdet, og hun spillede i alt 67 landskampe. Hun var med til VM i Kina 2007, hvor hun bl.a. spillede en kamp mod Brasilien over for stjernen Marta. I 2013 deltog hun ved EM i Sverige, hvor Danmark fik en delt tredjeplads sammen med Sverige. Danmark tabte semifinalen til Norge efter straffesparkskonkurrence. 

## Efter den aktive karriere
Ved siden af sin aktive karriere har Ørntoft taget en kandidatgrad i idræt og været PhD-studerende i samme fag på Syddansk Universitet?
Efter afslutningen af den aktive karriere har hun arbejdet med fodboldtræning i flere sammenhænge, blandt andet som fysisk træner for kvindelandsholdet samt i Brøndby IF og AB.
I 2018 blev hun ansat som sportsfysiolog ved Team Danmark?